# Championnats d'Europe de tir à l'arc 2014
Navigation
Édition précédente Édition suivante
Les championnats d'Europe de tir à l'arc 2014 sont une compétition sportive de tir à l'arc qui a été organisée du 21 au 26 juillet 2014 à Echmiadzin, en Arménie. Il s'agit de la 23e édition des championnats d'Europe de tir à l'arc.

## Résultats[1]

### Classique
| Épreuves          | Or                                                        | Argent                                                    | Bronze                                                            |
| ----------------- | --------------------------------------------------------- | --------------------------------------------------------- | ----------------------------------------------------------------- |
| Individuel hommes | Florian Kahllund Allemagne                                | Anton Prilepov Biélorussie                                | Pierre Plihon France                                              |
| Individuel femmes | Tatiana Segina Russie                                     | Natalia Lesniak Pologne                                   | Alicia Marin Espagne                                              |
| Par équipe hommes | France Jean-Charles Valladont Thomas Koenig Pierre Plihon | Allemagne Florian Kahllund Christian Weiss Simon Nesemann | Russie Bair Tsybekdorzhiev Aleksei Nikolaev (ru) Bolot Tsybzhitov |
| Par équipe femmes | France Sophie Planeix Laura Ruggieri Aurélie Carlier      | Allemagne Karina Winter Elena Richter Lisa Unruh          | Pologne Karina Lipiarska Justyna Mospinek Natalia Lesniak         |
| Par équipe mixte  | Russie Tatiana Segina Bair Tsybekdorzhiev                 | Danemark Maja Jager Nikolaj Wulff                         | Biélorussie Alena Tolkach Anton Prilepov                          |

### À poulie
| Épreuves          | Or                                                           | Argent                                                 | Bronze                                               |
| ----------------- | ------------------------------------------------------------ | ------------------------------------------------------ | ---------------------------------------------------- |
| Individuel hommes | Peter Elzinga Pays-Bas                                       | Sergio Pagni Italie                                    | Sébastien Peineau France                             |
| Individuel femmes | Svetlana Cherkashneva Russie                                 | Laura Longo Italie                                     | Sarah Holst Sonnichsen Danemark                      |
| Par équipe hommes | Pays-Bas Mike Schloesser Peter Elzinga Ruben Bleyendaal      | Turquie Ahmet Bacak Demir Elmaağaçlı Evren Cagiran     | Italie Sergio Pagni Federico Pagnoni Luigi Dragoni   |
| Par équipe femmes | Russie Albina Loginova Svetlana Cherkashneva Natalia Avdeeva | Royaume-Uni Lucy O'Sullivan Andrea Gales Rikki Bingham | Turquie Yesim Bostan Cansu Ecem Coskun Gizem Kocaman |
| Par équipe mixte  | Danemark Tanja Jensen Martin Damsbo                          | Russie Albina Loginova Alexander Dambaev               | Pays-Bas Inge van Caspel Mike Schloesser             |